# Mafia sołncewska
Mafia sołncewska (ros. Солнцевская братва, Sołncewskaja bratwa, dosł. brać sołncewska) – jedna z najgroźniejszych i największych na świecie zorganizowanych grup przestępczych, utworzona w Rosji.
Nazwa pochodzi od zachodniego przedmieścia Moskwy. Według raportu FBI uznana za największą euroazjatycką organizację kryminalną na świecie – pod względem majątku, wpływów oraz zakresu sprawowanej przez nią kontroli finansowej. Jest jednym z najważniejszych segmentów struktury mafii rosyjskiej. Jej szefowie to Siemion Mogilewicz i zastrzelony w 2009 r. Wiaczesław Iwankow.